# Xeremia (Einfachrohrblatt)

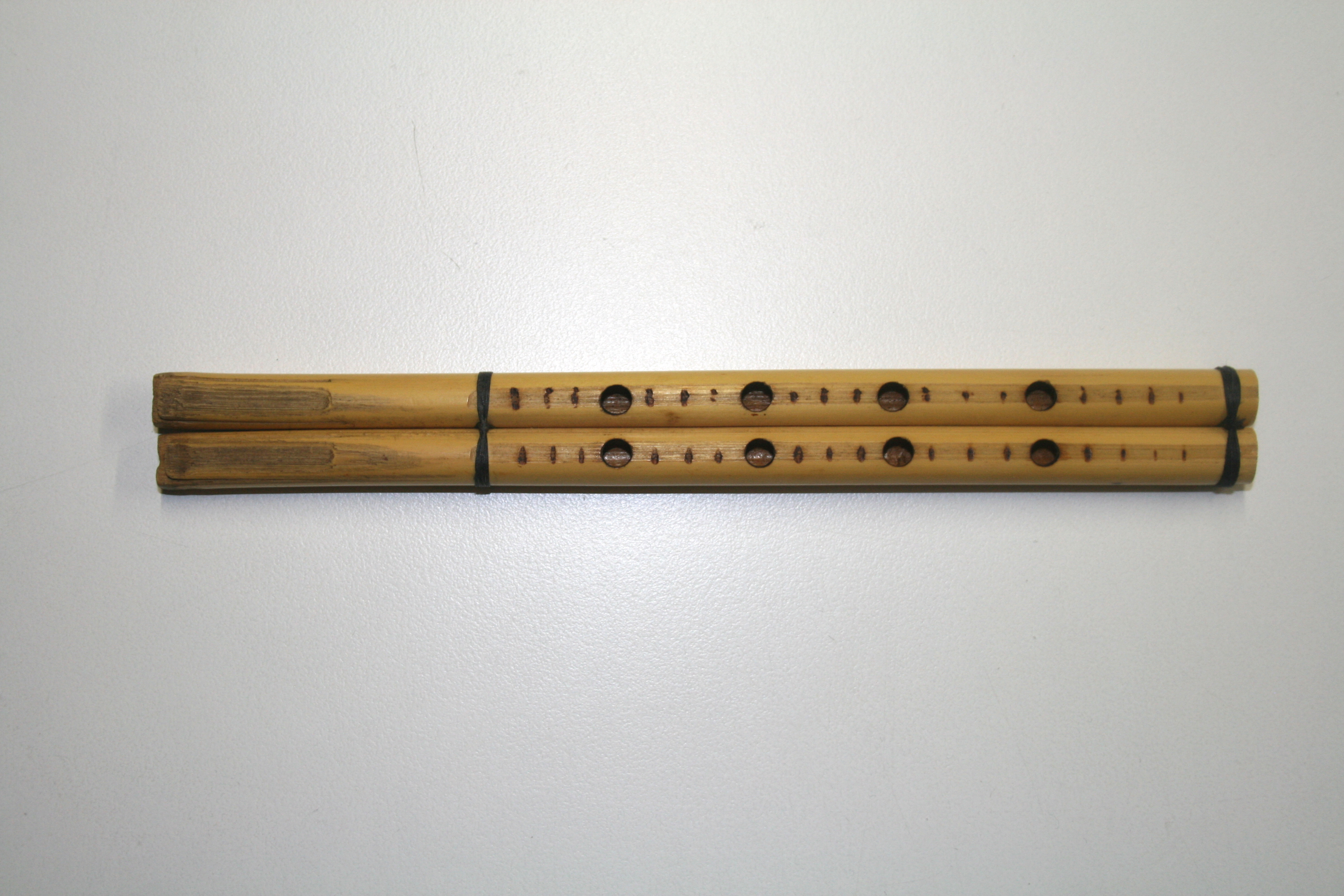
Reclam de xeremies (modern)

Die Xeremia (spanisch und katalanisch) [ʃəɾəmia] bzw. Xeremia eivissenca ist ein traditionelles Blasinstrument auf Ibiza. Es handelt sich um eine einfache oder doppelte Rohrpfeife. 
Traditionell wird am oberen Ende des Spielrohrs ein idioglottes Einfachrohrblatt mit geringerem Durchmesser befestigt. In neuerer Zeit kann die Aufschlagzunge auch direkt in das Spielrohr eingeschnitten sein, und zwar so, dass das schwingende Ende nach oben weist (anaglott, wie beim türkischen Sipsi). Spielrohr und Rohrblatt werden aus Pfahlrohr (arundo donax) hergestellt, das mindestens ein Jahr alt ist. Grifflöcher und einfache Verzierungen werden mit einem glühenden Eisen eingebrannt.
Instrumente mit zwei Spielpfeifen heißen Reclam de xeremies („Schalmeienruf/ Schalmeienspiel“) oder Xeremia bessona („Doppelschalmei“). Die Spielpfeifen dieser Doppelinstrumente haben traditionell jeweils vier Grifflöcher auf der Oberseite und ein Daumenloch. Die gleichen Abstände der Grifflöcher werden nach Augenmaß oder durch die Breite der Finger bestimmt. Hierdurch ergibt sich fast immer eine halbtonlose (anhemitonisch) pentatonische Skala. Bei modernen Ausführungen kann das Daumenloch entfallen. Früher waren die beiden Schallrohre durch kleine Bleiklumpen verbunden, heute sind sie häufig zusammengebunden.
Das Instrument diente ursprünglich als Signalinstrument der Hirten. Es hat einen starken, schneidenden Klang. Traditionell wird die Xeremia eivissenca in Zirkularatmung angeblasen. Auch die gedoppelten Instrumente werden einstimmig gespielt, d. h. die Finger bedecken gleichzeitig die Löcher beider Spielrohre. Im Unterschied zum ägyptischen Arghul oder den sardischen Launeddas hat das ibizenkische Blasinstrument keine Bordunpfeife.
Die nächsten Verwandten sind die Einfachrohrblattinstrumente in Nordafrika (Magruna/ Zummara) oder im nahen Osten (Midschwiz, Sipsi). Auch die auf dem iberischen Festland vertretenen Hornpfeifen sind zu vergleichen, (siehe Alboka, Albogues). Die Vorgeschichte dieses Instrumententyps reicht bis ins Alte Ägypten zurück.